# STS-91
STS-91 byla mise raketoplánu Discovery z června 1998. Cílem bylo setkání s ruskou vesmírnou stanicí Mir.

## Posádka
- Charles J. Precourt (4), velitel
- Dominic L. Pudwill Gorie (1), pilot
- Franklin R. Chang-Diaz (6), letový specialista 1
- Wendy B. Lawrenceová (3), letový specialista 2
- Janet L. Kavandiová (1), letový specialista 3
- Valerij Rjumin (4), letový specialista 4 Roskosmos

### Pouze návrat z Miru
- Andrew S. W. Thomas, letový specialista 5

V závorkách je uvedený celkový dosavadní počet letů do vesmíru včetně této mise.

## Cíle mise
Mise STS-91 byla jakýmsi předstupněm k Mezinárodní vesmírné stanici, měla zachovat nepřetržitou americkou přítomnost ve vesmíru a rozvíjet postupy a hardware potřebný pro ISS. Kromě toho nesl raketoplán na palubě Alpha magnetický spektrometr (Alpha Magnetic Spectrometer Investigation (AMS)), jehož cílem bylo hledání antihmoty a temné hmoty a studium v oblasti astrozyfiky.
Ke spojení Discovery se stanicí Mir došlo 4. června ve 12:58 hodin. Po spojení se stal Andy Thomas oficiálně členem posádky raketoplánu, po 130 dnech strávených na stanici Mir. Během následujících čtyř dní přeložila posádka raketoplánu na Mir 500 kg vody a 2130 kg materiálu. K odpojení od Miru došlo 8. června ve 12:01 hodin.
Prototyp AMS letěl do vesmíru během mise STS-91 poprvé. Aktivován byl hned první den. Původně měl odesílat údaje na Zemi skrz komunikační KU-band systém, ale kvůli problémům byly údaje zaznamenány na palubě raketoplánu. Posádka měla také problémy s televizním přenosem z paluby Miru, takže bylo spojení omezeno jen na audio.